# Большая Чили
Большая Чили — река в России, протекает в Республике Алтай. Устье реки — Телецкое озеро. Длина реки составляет 48 км.

## Притоки
- 12 км справа: Энмис
- 15 км слева: Бия
- 35 км справа: Талдокуль

## Данные водного реестра
По данным государственного водного реестра России относится к Верхнеобскому бассейновому округу, водохозяйственный участок реки — Бассейн оз. Телецкое, речной подбассейн реки — Бия и Катунь. Речной бассейн реки — (Верхняя) Обь до впадения Иртыша.
Код объекта в государственном водном реестре — 13010100112115100002934.